# Вашингтонское такси
«Вашингтонское такси» — американский комедийный фильм 1983 года режиссёра Джоэла Шумахера.
Теглайн: «Let the wackiest Cab Co. in Town take you for a ride!»

## Сюжет
Альберт Хокенберри переезжает в Вашингтон и устраивается стажёром в небольшой таксопарк, принадлежащий приятелю его покойного отца — Гарольду. Компания находится на грани банкротства, и владелец готов на всё, чтобы остаться на плаву. Он просит таксистов проявить творческую жилку и сделать всё возможное для спасения фирмы. Но тут случается непредвиденное: Альберта похищают.

## В ролях
- Макс Гэйл — Гарольд
- Адам Болдуин — Альберт Хокенберри
- Мистер Ти — Сэмсон
- Чарли Барнетт — Тайрон Биуотер
- Гэри Бьюзи — Делл
- Глория Гиффорд — Мисс Флойд
- Марша Уорфилд — Офелия
- Билл Мар — Бэба
- Пол Родригес — Ксавье
- Питер Пол — Бадди
- Дэвид Пол — Баззи
- Диана Беллами — Моди
- Джей В. Смит — чёрный похититель
- Ньют Арнольд — шеф ФБР
- Энн Де Сальво — Мирна
- Джим Муди — Арни
- Дэнис Горди — Дэнис
- Алфи Браун — Мэтти
- Скотт Немес — сын посла
- Сента Мозес Микан — дочь посла
- Дон Яаков — посол
- Энн Гилфорд — жена посла
- Патриция Дафф — элегантная блондинка в баре
- Марта Джейн Urann — пассажир в автомобиле
- Майкл Десанто — охрана посольства
- Дейл Стивенсон — охрана посольства
- Скотт Перри — Агент ФБР
- Ирвин Мацукио — китайский официант
- Чарльз Дж Барон — бортпроводник
- Кеннет Ван Аукен — швейцар
- Чарльз Бувье — милиционер # 1
- Рон Кэнада — милиционер # 4
- Джейси Купер — репортёр
- Айрин Кара — камео

## Отзывы
Фильм получил преимущественно негативные отзывы кинокритиков. Роджер Эберт оценил фильм в 2 звезды из 4.